# Courteranges
Courteranges é uma comuna francesa na região administrativa de Grande Leste, no departamento de Aube. Estende-se por uma área de 6,47 km². Em 2010 a comuna tinha 572 habitantes (densidade: 88,4 hab./km²).